# Liste des écrits de Kim Il-sung

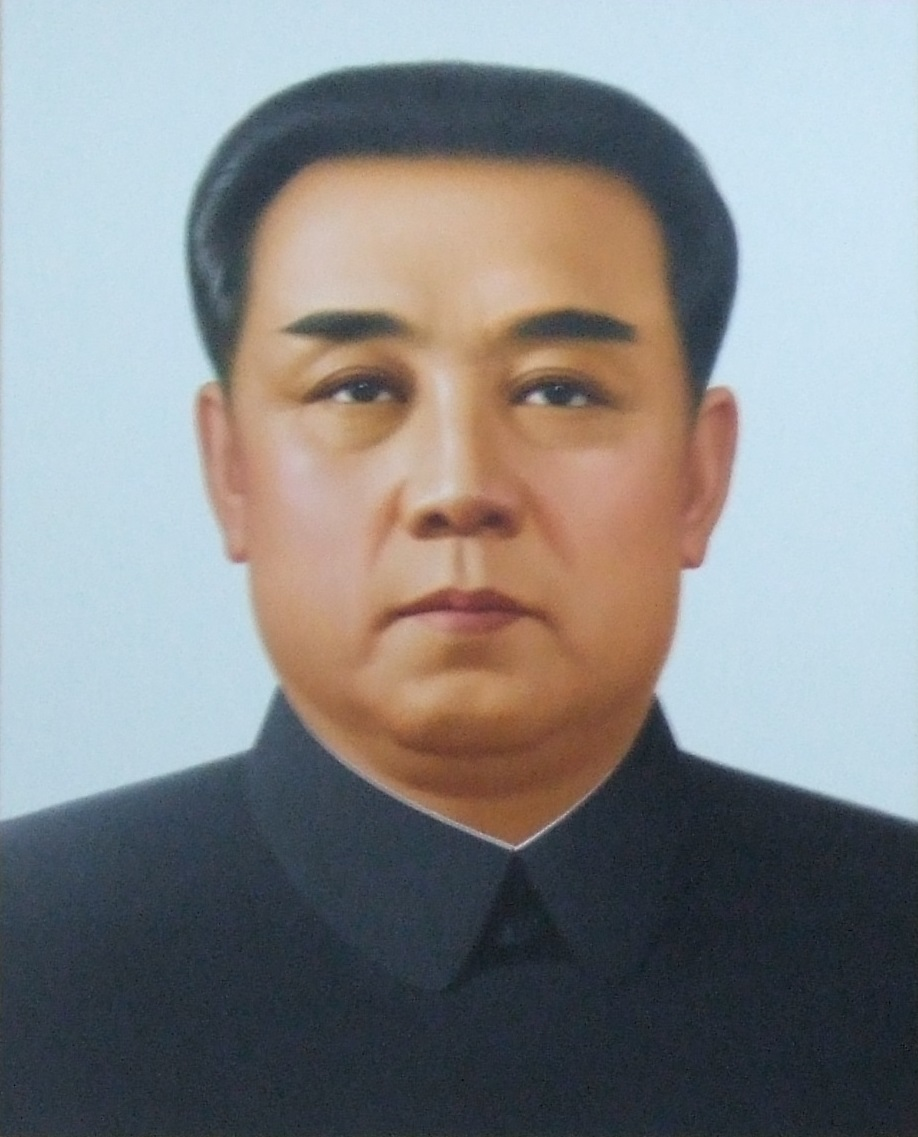

Kim Il-sung (15 avril 1912 – 8 juillet 1994) est le dirigeant de la Corée du Nord pendant 46 ans, depuis sa fondation en 1948 jusqu'à sa mort en 1994.
Selon des sources nord-coréennes, le nombre d'écrits de Kim Il-sung s'élève à environ 10 800 discours, rapports, livres, traités et autres types d'œuvres. Les mêmes sources affirment que les maisons d'édition de 110 pays ont publié des œuvres de Kim Il-sung qui seraient traduites dans quelque 60 langues.
Les œuvres de Kim Il-sung sont publiées et republiées dans d'innombrables collections. Cela inclut les Œuvres complètes de Kim Il-sung (Chŏnjip) en 100 volumes, les Œuvres compilées (Chŏjakchip) en 50 volumes et les Œuvres choisies (Sŏnjip) en 15 volumes (sŏnjip). En Corée du Nord, ses écrits sont publiés par la maison d'édition du Parti du travail de Corée.
Différentes éditions ont joué un rôle important dans la propagation de l'idée du Juche. En 1960, la deuxième édition d'une compilation de discours de Kim Il-Sung est publiée. Elle comprend le discours de Kim Sur l'élimination du dogmatisme et du formalisme et l'établissement du Juche dans un travail idéologique, qui n'était pas considéré comme un travail important à l'époque. Après la publication, les universitaires américains ont traduit le discours en anglais et ont laissé le mot Juche original. Selon l'auteur Brian Reynolds Myers (en), cela marque le début de la reconnaissance du Juche comme idéologie distincte.
Toujours selon Brian Reynolds Myers, le culte de la personnalité de Kim Il-sung essayait consciemment d'égaler celui de Mao Zedong. Ainsi, alors que ce-dernier était réputé pour sa poésie (en), les Nord-Coréens répondent que Kim Il-sung avait écrit des pièces durant la lutte contre la domination japonaise des années 1930. Deux pièces qui auraient été écrites par Kim Il-Sung sont La Mer de sang et La Fille aux fleurs. Néanmoins, Kim Il-Sung a également écrit des poèmes,, comme « L'Étoile brillante », écrit en 1992 pour féliciter Kim Jong-il lors de son anniversaire. Kim Il-sung a également écrit des textes de chansons.
À travers le siècle, l'autobiographie de Kim Il-sung en 8 volumes écrite peu avant sa mort, est son travail le plus populaire parmi les lecteurs nord-coréens. Le nombre exact d'écrits attribués faussement à Kim Il-sung qui sont réellement écrits de sa main est inconnu.

## Bibliographie

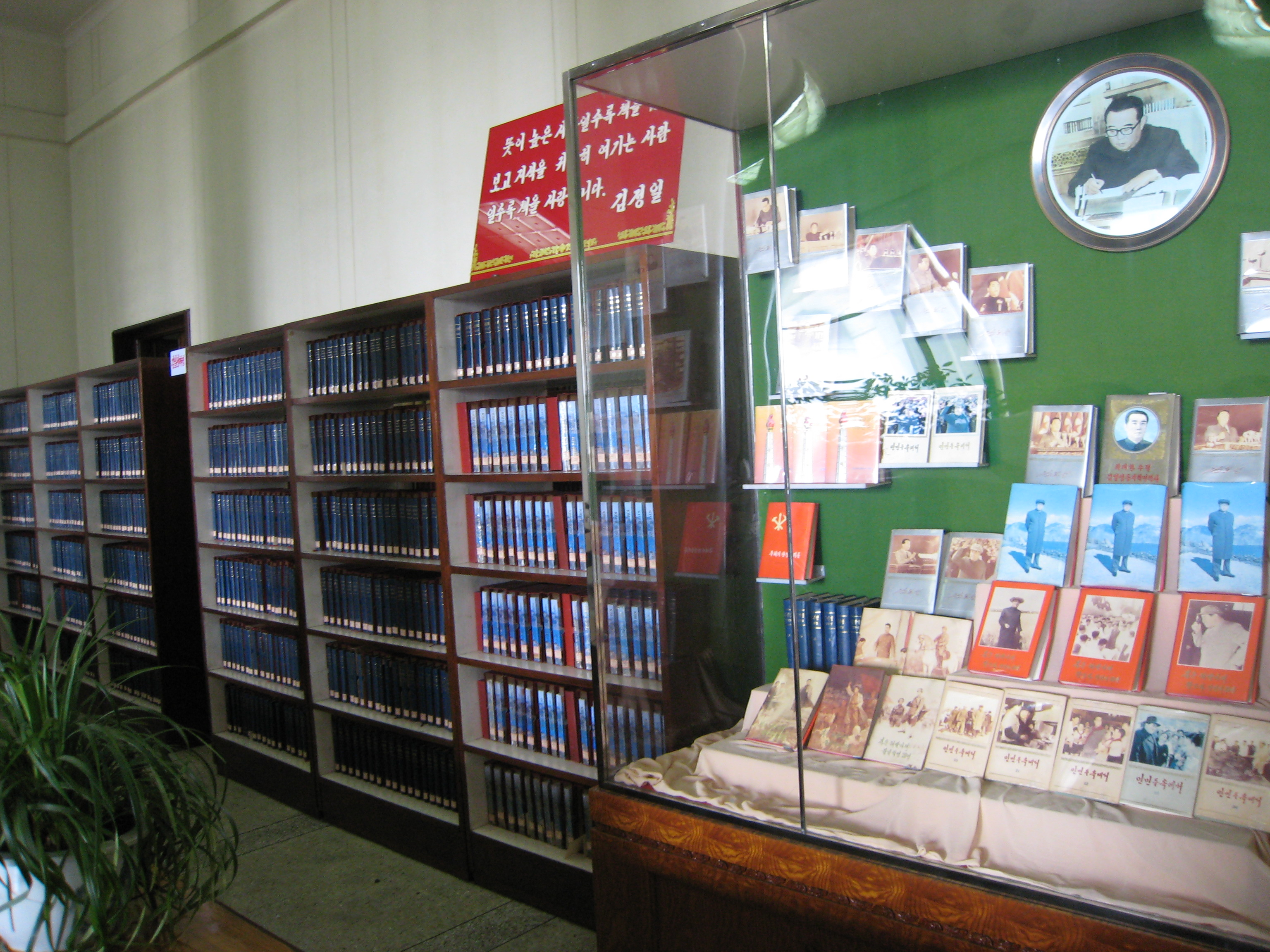
Collection de livres de la lignée du mont Paektu